# Casio
Casio este o companie japoneză care produce diverse aparate electronice, precum ceasuri de mână, telefoane, camere foto. A fost fondată în 1946 și în 1957 a prezentat pe piață primul calculator compact complet electric.

## Galerie

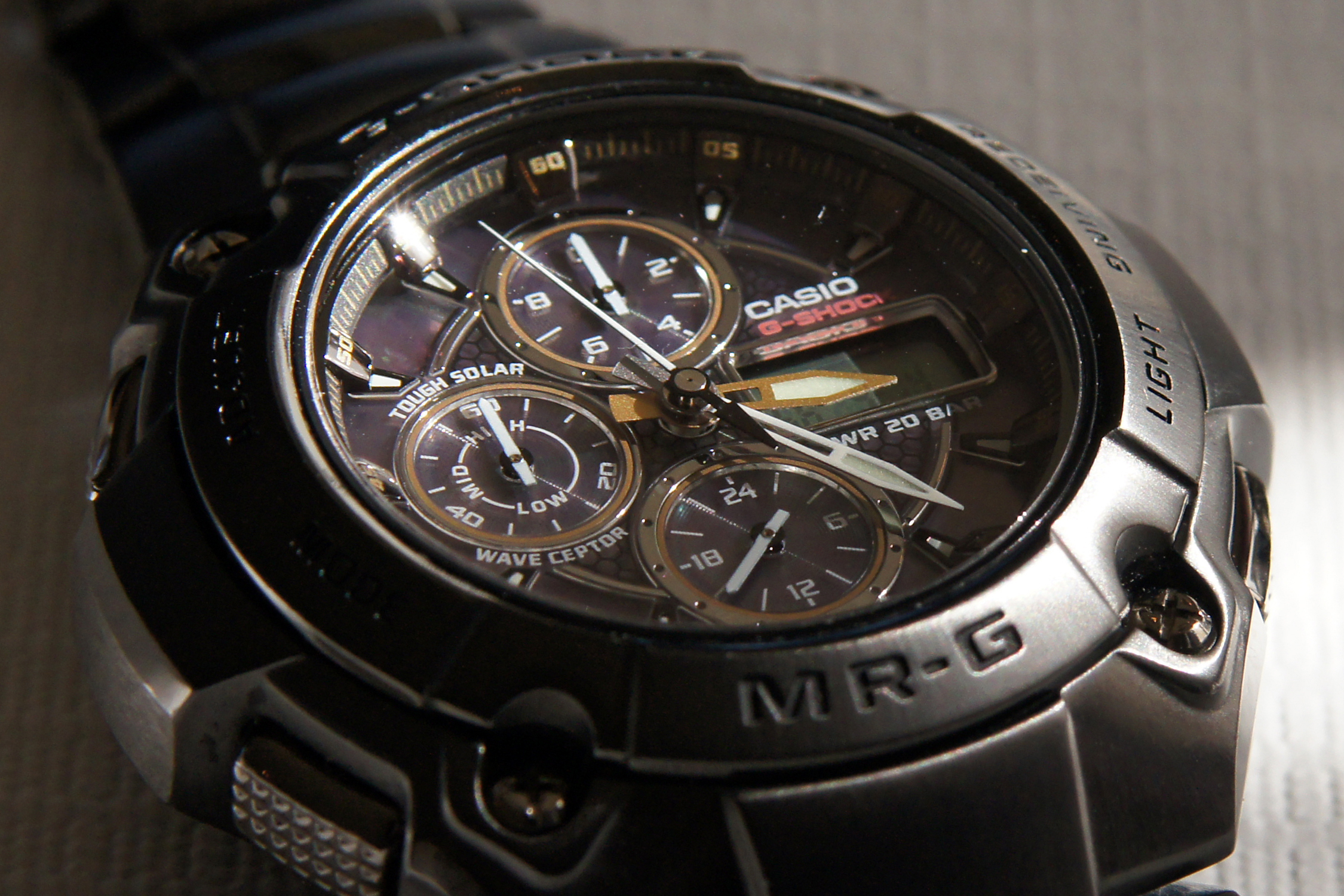
G-Shock MRG-7100BJ-1AJF
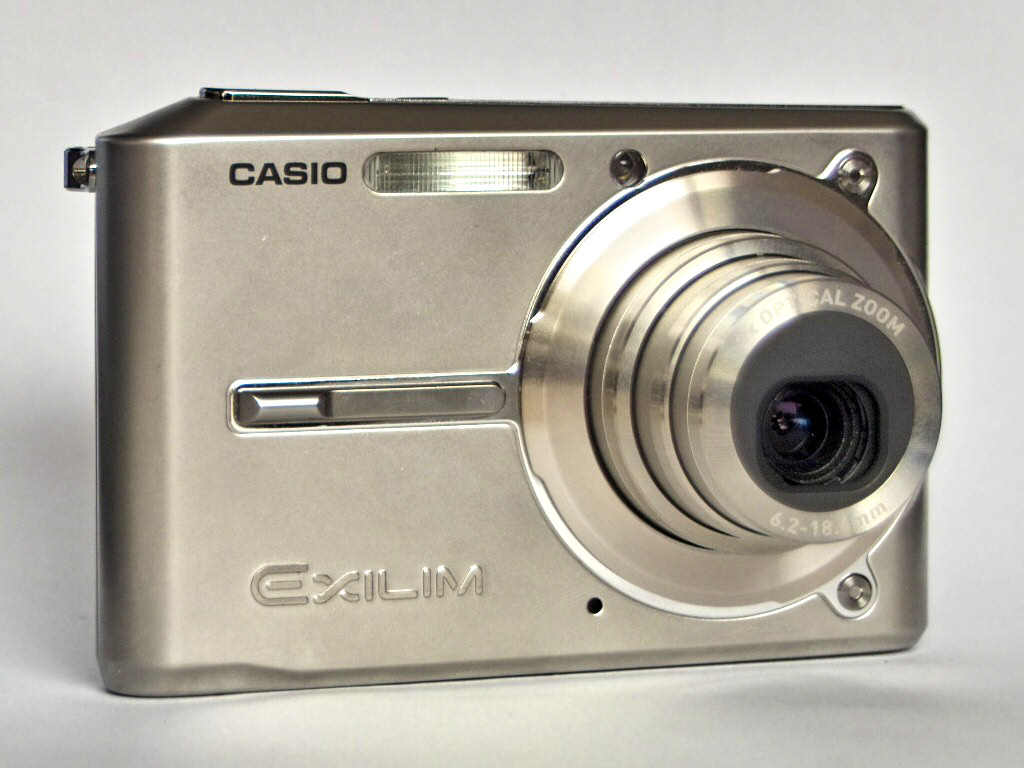
Exilim EX-S600
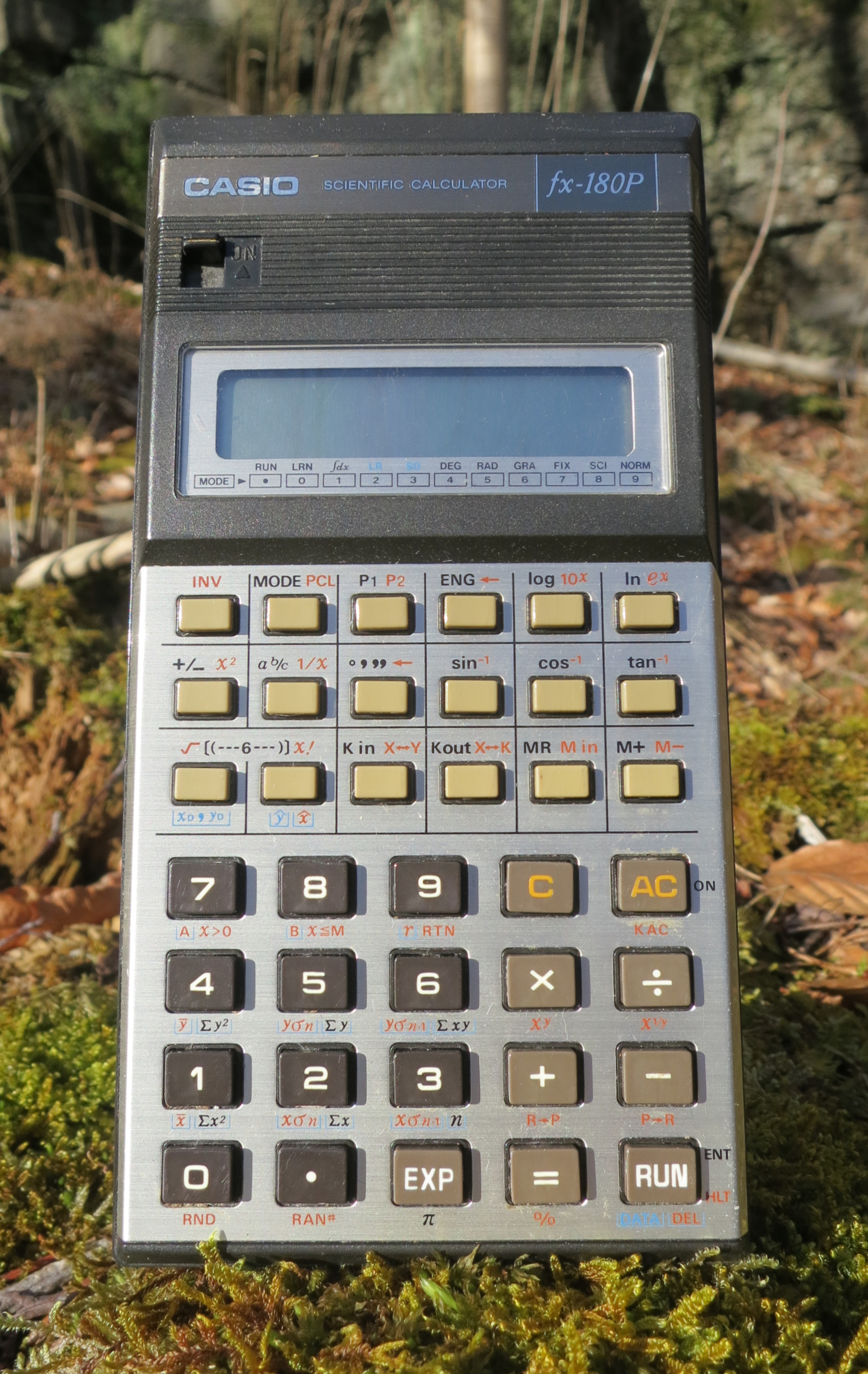
Casio fx-180P (1980-1988)